# Frithop
Frithop is een term die gebruikt werd om Belgische rapmuziek en hiphop aan te duiden.
Alhoewel Waalse en Brusselse rappers soms ook tot het genre worden gerekend bedoelt men er meestal vooral Vlaamse rapartiesten mee. Engelstalige rapmuziek uit België wordt nooit tot "frithop" gerekend. Doorheen de jaren is de term echter steeds meer in onbruik geraakt, en werd steeds vaker over Vlaamse Rap gepraat.

## Geschiedenis
Eind jaren 70, begin jaren 80 werden rap en de hiphopcultuur in de VS zeer populair. Enkele artiesten in België en Nederland probeerden toen ook rapsingles uit te brengen. De eerste Nederlandstalige rapnummers werden aanvankelijk door Vlamingen uitgebracht, zoals "Poopeloo" (1980) door de Antwerps-Gentse formatie De Gantwerp Rappers en "De Scratchin' Zwaantjes" (1984) door Urbanus. Het werden bescheiden hitjes, maar ze waren duidelijk eerder als grap bedoeld en werden dus ook niet serieus genomen.
Rond 1986 ontstonden in Nederland de eerste rapartiesten, zoals Extince en MC Miker G & DJ Sven. Hun nummers waren echter allemaal Engelstalig. De eerste groep die het waagde om exclusief in het Nederlands te rappen en ook volledige albums in deze taal uit te brengen was de Osdorp Posse. In tegenstelling tot hun voorgangers waren zij ook de eersten die weliswaar veel humor in hun teksten staken, maar zichzelf toch als een ernstig bedoelde groep presenteerden. Rond 1995 braken ze nationaal door en werd Nederlandstalige rap onder Osdorp Posse-frontman Def P.'s zelfbedachte naam nederhop een officiële muzikale stroming.

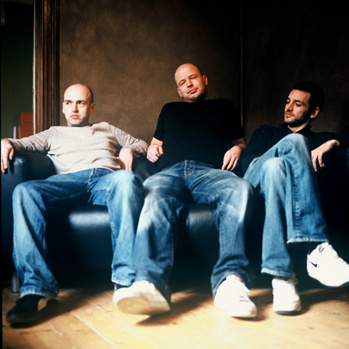
't Hof van Commerce, 2005

Het succes inspireerden heel wat Nederlanders en Vlamingen om ook zelf in het Nederlands te gaan rappen. In 1997 scoorde K.I.A. uit Aarschot hits met o.m. "Zaterdag" en "1,2,3,4, 5, 6, 7". De twee bekendste en succesrijkste Vlaamse rapgroepen waren echter ABN uit Mechelen en 't Hof Van Commerce uit Izegem. Hun muziek werd ook serieuzer genomen in de pers. Om de Vlaamse rappers van de Nederlandse rappers te onderscheiden bedacht ABN-frontman Quinte de term "frithop", verwijzend naar het Belgisch nationale gerecht frieten. Het woord werd verder gepopulariseerd dankzij hun single Algemeen Beskaafd Nederlanz (1998), die ze samen met Osdorp Posse zongen, en het verzamelalbum Frithop is dood (1998), waarop diverse Vlaamse, maar ook Nederlandse rappers een bijdrage leverden. Quinte heeft al vaker verklaard tegenwoordig spijt te hebben van de term.
Na deze veelbelovende start bleef Vlaamse rap echter achter op het succes van de Nederlandstalige rap. De meeste rapartiesten die sinds 1998 zijn doorgebroken scoren voornamelijk kleine hitjes in Vlaanderen, maar niet in Nederland. Andersom zijn heel wat nederhop-artiesten ook in Vlaanderen zeer populair. De meest succesrijke frithop-act die ook vandaag de dag nog steeds optreedt en nieuwe albums uitbrengt is 't Hof van Commerce, waarvan ook de leden zelf Flip Kowlier en Serge Buyse al solo-albums hebben uitgebracht. De succesrijkste producer is Krewcial.
Sinds 2012 wordt Vlaamse rap serieus genoeg genomen dat men er ook een Vlaamse Rap Awards-uitreiking rond organiseerde.